# Велики словенски устанак
Велики словенски устанак био је устанак Полапских Словена, првенствено племена Љутићи и Бодрићи која су живјела на источној страни Лабе, 983. године због покрштавања и укључивања њихове територије у састав Краљевине Њемачке.

## Позадина
Словени између ријеке Лабе и обале Балтичког мора су покорени и номинално прешли у хришћанство током кампање њемачког краља Хенрика I и његовог сина Отона I, који је 962. године крунисан за цара Светог римског царства. Отон је у бици на Ракси поразио савез Бодрића и Черезпењана 955. године. Освојена област источно од њемачког Војводства Саксоније је првобитно била у саставу Герове марке, која је била подјељена на мање марке до Герове смрти 965. године.
Покушавајући да стабилизује свој владавину, Отон је заговарао покртшавање Словена успостављајући епископије Хавелберг и Бранденбург 948, затим архиепископију Магдебург 968, која је обављала знатан мисионарски рад.

## Устанак
Архиепископ Адалберт Магдебуршки, „словенски апостол”, 981. године је умро и наслиједио га је Гизилгер који је морао да се бори са отпором у Магдебургу. Подржао га је цар Отон II, који је, међутим, био у војној кампањи у Италији, гдје је претрпио катастрофалан пораз од сицилијских Калбида 982. године у бици код Кротона. Умро је сљедеће године, прије повратка у Њемачку, остављајући свог малољетног сина Отона III под туторством мајке Теофаније и баке Аделаиде.
Док су у Светом римском царству владале унутрашње неспоразуми, словенске снаге предвођене Љутићима су се побуниле и протјерале политичке и вјерске представнике Царства. Полазећи од словенског светилишта у Ретри, сједиште епископа из Хавелберга је 29. јуна 983. заузето и опљачкано, затим Бранденбург три дана касније и бројна насеља дуж ријеке Тангер на западу. Према тадашњем хроничару Титмару Мерсебуршком, Бодрићи су се прикључили Љутићима, унуштавајући манастир Светог Лаврентија у Калбеу, епископију Олденбург, па су чак напали и Хамбург.
Брзо окупљена саксонска војска је успјела задржати Словене иза ријеке Лабе. Сјеверна и Булуншка марка су биле изгубљене. Лужичка марка, као и сусједне марке Цајц, Мерзебург и Мајсен на југу, нису учествовале у устанку.

## Посљедице
Од 985. године, неколико принчева Светог римског царства заједно са хришћанским пољским принчевима Мјешком I и Болеславом I спроводили су годишње војне кампање, међутим оне су биле неуспјешне. Њњемачки краљ Хајнрих II је покушао са другим приступом: у савезу са Љутићима је ратовао против свог савезника принца Болеслава. То је стабилизовало независност Љутића, осигуравајући им простор на коме ће владати Полапски Словени и нехришћани све до 12. вијека.
Непосредне посљедице устанка била је скоро потпуно заустављање даљег њемачког продора на исток у народних 200 година. Већину времена, епархије Бранденбург и Хавелберг су постојале само титуларно, док су епископи живјели на царском двору. Само у 12. вијека послије Вендског крсташког рата 1147. године основана је Маркгрофовија Бранденбург на челу са асканским принцем Албертом 1157, насеља источно од Лабе су обновљена; затим земље сјеверно од Мекленбурга, гдје послије неколико година борбе против кнеза Бодрића Никлота, његов син Прибислав 1167. године себе прогласио вазалом саксонског војводе Хајнриха III.